# او. اس. اس ۱۱۷: قاهره، آشیانه جاسوسان
او. اس. اس ۱۱۷: قاهره، آشیانه جاسوسان (به انگلیسی: OSS 117: Cairo, Nest of Spies) فیلمی محصول سال ۲۰۰۶ و به کارگردانی میشل آزاناویسوس است. در این فیلم بازیگرانی همچون ژان دوژاردن، برنیس بژو، اور آتیکا، ریچارد زامل، فیلیپ لوفور و فرانسیس دامینز ایفای نقش کرده‌اند.